# 페로스 (텔레노벨라)
《페로스》(스페인어: Feroz)는 2010년 카날 13에서 방영인 칠레의 텔레노벨라이다.